# 등전자성
등전자성(영어: Isoelectronicity)은 두 개 이상의 분자가 동일한 화학 구조(원자 간의 위치 및 연결성)와 동일한 전자 배열을 가지지만, 구조 내 특정 위치에 있는 원소만 다른 경우에 관찰되는 현상이다. 예를 들어, CO, NO+
, N
2는 등전자성이지만, CH
3COCH
3과 CH3N=NCH3는 등전자성이 아니다.
이 정의는 때때로 원자가 등전자성(valence isoelectronicity)이라고 불린다. 정의는 때때로 덜 엄격할 수 있으며, 때로는 총 전자 수와 그에 따른 전체 전자 배열의 동일성을 요구하기도 한다. 더 일반적으로 정의는 더 광범위하며, 비교 대상인 화학종에서 원자 수가 다를 수도 있다.
이 개념의 중요성은 쌍 또는 일련의 중요한 관련 화학종을 식별하는 데 있다. 등전자성 화학종은 그 속성에서 유용한 일관성과 예측 가능성을 보일 것으로 예상되므로, 이미 특성이 파악된 화합물과 등전자성인 화합물을 식별하는 것은 가능한 속성 및 반응에 대한 단서를 제공한다. 등전자성 화학종의 원자 전기 음성도와 같은 속성 차이는 반응성에 영향을 미칠 수 있다.
양자역학에서 수소형 원자는 Li2+
과 같이 전자가 하나만 있는 이온이다. 이러한 이온은 수소와 등전자성으로 설명될 수 있다.

## 예시
질소 원자(N)와 산소 이온(O+
)은 각각 다섯 개의 원자가 전자를 가지므로 등전자성이다. 더 정확하게는 [He] 2s2 2p3의 전자 배열을 가진다.
마찬가지로, 칼륨 양이온(K+
), 칼슘 양이온(Ca2+
), 스칸듐 양이온(Sc3+
)과 염화물 음이온(Cl−
), 황화물 음이온(S2−
), 인화물 음이온(P3−
)은 모두 아르곤 원자(Ar)와 등전자성이다.
CO, CN−
, N
2, NO+
는 각각 두 개의 원자가 삼중 결합으로 연결되어 있고, 전하로 인해 유사한 전자 배열을 가지므로 등전자성이다. (N−
는 전자 배열이 O와 동일하므로 CO는 전자적으로 CN−
와 동일하다).
분자 궤도 함수 다이어그램은 이원자 분자의 등전자성을 가장 잘 보여주며, 등전자성 화학종에서 원자 궤도 혼합이 동일한 궤도 조합을 유도하고 따라서 결합도 동일하게 유도하는 방식을 보여준다.
더 복잡한 분자는 다원자 분자일 수도 있다. 예를 들어, 아미노산인 세린, 시스테인, 셀레노시스테인은 모두 서로 등전자성이다. 이들은 곁사슬의 한 위치에 존재하는 특정 칼코겐에 따라 다르다.
CH
3COCH
3 (아세톤)과 CH
3N
2CH
3 (아조메테인)는 등전자성이 아니다. 이들은 같은 수의 전자를 가지고 있지만 구조가 같지 않다.

## 같이 보기
- 아이소로벌 원리